# Aramon
Para la gestora de las estaciones de esquí aragonesas: Aramón
Aramon es una localidad francesa en el distrito de Nîmes, departamento de Gard, región de Languedoc-Rosellón.

## Demografía
| 1454 | 1826 | 1951 | 3027 | 3344 | 3773 |
| Para los censos de 1962 a 1999 la población legal corresponde a la población sin duplicidades (Fuente: INSEE [Consultar]) |      |      |      |      |      |

## Personas relacionadas
- Henry Pitot (1695 – 1771), ingeniero, nació en Aramon.

## Puntos de interés
- Parc du Château d'Aramon